# Hostašovice (nádraží)
Hostašovice jsou železniční stanice, která se nachází v lesích jihovýchodně od obce Hostašovice (na jejímž katastru leží) a jižně od obce Hodslavice v okrese Nový Jičín. Stanice leží v km  69,243 neelektrizované jednokolejné železniční trati Ostrava – Valašské Meziříčí mezi stanicemi Veřovice a Valašské Meziříčí.

## Historie
Stanice, tehdy pod názvem Hotzendorf, byla zprovozněna 1. června 1888 Severní dráhou císaře Ferdinanda současně s tratí z Kojetína do Těšína. Přesně o rok později se stala odbočnou stanicí, neboť byla otevřena odbočná trať do Nového Jičína.
Od roku 1919 se používal český název Hodslavice, v letech 1939-1945 v dvoujazyčné verzi Hotzendorf / Hodslavice. V roce 1964 byl název rozšířen na Hodslavice-Hostašovice a od 2. června 1996 se používá jednoslovné označení Hostašovice.
Na odbočné trati do Nového Jičína horního nádraží přestaly vlaky jezdit v důsledku bleskové povodně dne 24. června 2009, během které byla trať zásadně poškozena. Trať již nebyla opravena a k 12. prosinci 2010 byla trať úředně zrušena a Hostašovice tak přestaly být odbočnou stanicí.

## Popis stanice

### Stav v roce 2004
Stanice byla vybavena elektrickým stavědlem TEST 14 s kolejovými obvody a světelnými návěstidly s rychlostní soustavou u všech kolejí. Ve stanici byly čtyři průběžné dopravní koleje, směrem od budovy měla čísla 4 (délka 421 m), 2 (439 m), 1 (568 m), 3 (593 m). Z veřovického zhlaví směrem k budově ještě odbočovala kusá manipulační kolej č. 6. Jízdy vlaků z/do Nového Jičína horního nádraží byl možný pouze z/na kolej č. 4. Personálně byla stanice obsazena výpravčím a staničním dozorcem.
Jízdy vlaků mezi Hostašovicemi a Veřovicemi byly zajišťovány pomocí reléového poloautomatického bloku RPB 71 bez kontroly volnosti tratě, směr Valašské Meziříčí pak bylo v provozu automatické hradlo Krhová (oddílová návěstidla Lo v km 65,897 a So v km 65,857). Na trati do Nového Jičína horního nádraží byl provoz řízen dle předpisu D3 pro zjednodušené řízení drážní dopravy, dirigujícím dispečerem byl hostašovický výpravčí.
Stanice byla kryta vjezdovými návěstidly L od Veřovic v km 69,942, S od Valašského Meziříčí v km 68,643 a NL od Nového Jičína v km 0,622=69,865. Všechny výhybky byly vybaveny elektromotorickými přestavníky s výjimkou výhybky č. 5 vedoucí na manipulační koleje, která byla přestavována ručně.
Ve stanici byla tři úrovňová nástupiště: vnější č. 1 u koleje č. 4 (délka 193 m), vnitřní č. 2 u koleje č. 2 (délka 223 m) a vnitřní č. 3 u koleje č. 1 (délka 223 m).
Na valašskomeziříčském záhlaví se nacházel přejezd, na kterém trať křížila silnice I/57. Přejezd byl vybaven světelným přejezdovým zabezpečovacím zařízením se závorami.

### Stav v letech 2016-2022
Zrušení odbočné trati mělo drobný vliv na konfiguraci kolejiště, neboť zaniklo odbočení ze 4. staniční koleje na lokálku do Nového Jičína. Dopravní koleje zůstaly beze změn, jsou ale uváděny mírně odlišné užitečné délky kolejí (č. 4 - 419 m, č. 2 - 417 m, č. 1 - 545 m a č. 3 - 583 m.). Významněji byla upravena nástupiště. Vnější nástupiště č. 1 bylo zkráceno na 30 metrů. Od nádražní budovy vede centrální přechod, od kterého vede vlevo nástupiště č. 2 (u koleje č. 2) o délce 190 m a vpravo nástupiště č. 3 (u koleje č. 1) o délce 170 m. Nástupiště mají nástupní hranu ve výšce 200 mm nad temenem kolejnice. Stanice již není obsazena staničním dozorcem, pouze výpravčím.
Staniční zabezpečovací zařízení (TEST 14) a rozmístění návěstidel zůstalo beze změn, stejně jako zabezpečení přejezdu ve stanici, který je nyní označen kódem P7335.